# Ken Coote
Kenneth Coote (bürgerlich Kenneth Alexander Coote; * 19. Mai 1928 in London; † 2. August 2003 ebenda) war ein englischer Fußballspieler. 

## Karriere

### Vereine
Coote begann bei den Alperton Old Boys aus dem gleichnamigen Ort in der Grafschaft Middlesex mit dem Fußballspielen und wechselte im weiteren Verlauf als Amateurspieler zum FC Wembley, bei dem er auf sich aufmerksam machte. Im Frühjahr 1949 nahm er an einem zweiwöchigen Training beim Erstligisten FC Burnley teil. [2]
Auf Empfehlung eines ehemaligen Spielers des Zweitligisten FC Brentford, der Coote kannte, wurde er am 26. März 1949 zu einem Probetraining eingeladen. Am 9. Mai 1949 unterzeichnete er seinen ersten Profivertrag und debütierte kurz darauf bei der 1:4-Niederlage im Heimspiel gegen Tottenham Hotspur zum Saisonauftakt in der Football League Second Division, der zweithöchsten Spielklasse im englischen Fußball. Sein erstes von drei Saisontoren in seinen ersten 20 Punktspielen im Profibereich gelang ihm als linker Innenverteidiger bei der 1:4-Niederlage gegen die Blackburn Rovers 20 Sekunden nach seiner Einwechslung. Bis zum Saisonende 1953/54 folgten 86 weitere Zweitligaspiele, in denen er fünf weitere Tore erzielte. Abstieg bedingt bestritt er von 1954 bis 1958 171 Punktspiele in der Staffel Süd der Football League Third Division; von 1958 bis 1962 172 Punktspiele in der Staffel Nord und Süd vereinigten 3. Liga. In einem Teilnehmerfeld von 24 Mannschaften belegte er mit seiner Mannschaft am Saisonende 1961/62 den vorletzten Platz und stieg erst- und einmalig in die Football League Fourth Division ab. Als Meister aus dieser Spielklasse hervorgegangen, in der er alle 46 Punktspiele als Mannschaftskapitän bestritten hatte, kehrte er mit seiner Mannschaft in die Football League Third Division zurück, in der er 1963/64 noch einmal 19 Punktspiele bestritt.

### Auswahlmannschaft
In der Zeit von 1955 bis 1958 gehörte er der Auswahl Londoner Fußballspieler an, die an der 1. Austragung des Wettbewerbs um den Messestädte-Pokal teilnahm. In diesem Zeitraum kam er in drei Spielen zum Einsatz, wobei er am 4. Mai 1956 das mit 1:0 gegen die Auswahl Basler Fußballspieler gewonnene Rückspiel in der Gruppe D bestritt. Am 13. November 1957 kam er im Halbfinalrückspiel beim 2:0-Sieg über den FC Lausanne-Sport und am 5. März 1958 im Hinspiel des Finales beim 2:2-Unentschieden gegen den FC Barcelona an der Stamford Bridge zum Einsatz. Den Pokal gewann er mit seiner Mannschaft nicht, da der FC Barcelona im heimischen Camp Nou das Rückspiel am 1. Mai 1958 mit 6:0 gewann.

## Erfolge
- Finalist Messestädte-Pokal 1958
- Meister Football League Fourth Division 1963

## Auszeichnungen
- Vereinsinterner Spieler des Jahres 1962 (von den Fans gewählt)
- Aufnahme in die 1991 gegründete Hall of Fame (als Erster gemeinsam mit Idris Hopkins, Joe James und Malky MacDonald)

## Sonstiges
Mit insgesamt 559 Pflichtspielen (514 in der Liga, 35 (davon 30 in Folge!) im FA Cup und 10 im Ligacup) ist er bis heute der Spieler mit den meisten Einsätzen für seinen Verein.
Vor seiner Spielerkarriere war er im Umzugsunternehmen seines Vaters, nach seiner Spielerkarriere als Manager eines Wettbüros in Hounslow tätig; am 2. August 2003 starb er im Alter von 75 Jahren nach kurzer Krankheit.